# Evangelisches Krankenhaus Bethesda zu Duisburg
Das Evangelische Krankenhaus Bethesda zu Duisburg ist ein Krankenhaus im Duisburger Stadtteil Hochfeld. Es wurde 1904 eröffnet und ist heute eines von insgesamt 22 Duisburger Krankenhäusern.

## Geschichte
Initiator der Gründung war der Hochfelder Pfarrer Wilhelm Heß. Die Bauarbeiten an dem Hauptgebäude im hannoverschen Backsteinstil dauerten vom März 1902 bis zum Januar 1904. Man plante für zunächst fünfzig Patienten, die Krankenschwestern stellte die Kaiserswerther Diakonie. Bereits 1906 zählte man aber 95 Betten und 13 Personen Pflegepersonal, so dass ein erster Anbau erforderlich wurde. 1910 stellte man 245 Betten bereit. 1909 wurde eine Krankenpflegeschule eröffnet. Von 1916 bis 1919 wurde ein Südflügel angebaut. Bethesda wurde seit Kriegsbeginn auch als Militärlazarett genutzt. 1919 wurde eine Kapelle eingeweiht. Das Krankenhaus besaß nunmehr 350 Betten. In den Jahren 1926–1929 erfolgten umfangreiche Erweiterungs-, Umbau- und Modernisierungsmaßnahmen, welche die Kapazität auf 400 Betten steigen ließen. Zwischen 1942 und 1945 wurde das Krankenhaus durch Bombardierungen schwer getroffen.
Nach dem Wiederaufbau zählte das Krankenhaus beim 50-jährigen Jubiläum 1954 bereits wieder 420 Betten. In den 1960er Jahren wurde der Gestellungsvertrag mit der Kaiserswerther Diakonie gekündigt und das Haus in eine gemeinnützige GmbH umgewandelt. 1960 entstand ein neues Bettenhaus, 1962 eine neue Kapelle, 1964 ein modernisierter Operationstrakt und 1967 eine Apotheke. Zur innovativsten Abteilung entwickelte sich die Strahlendiagnostik.
Seit 1974 ist Bethesda Akademisches Lehrkrankenhaus der Heinrich-Heine-Universität Düsseldorf. Seit 1990 besitzt es den Status einer Hebammenlehranstalt.

## Gegenwart
Heute verfügt das Bethesda-Krankenhaus über 432 Planbetten und versorgt mit seinen zwölf hauptamtlich geführten Fachabteilungen sowie zwei Belegabteilungen weit mehr als 15.000 stationäre und ebenso viele ambulante Patienten im Jahr. Neben einer der größten geburtshilflichen Abteilungen mit rund 1.300 Geburten jährlich bilden weitere Versorgungsschwerpunkte u. a. das Brustzentrum, das Lungenzentrum, das Darmkrebszentrum und das Gynäkologische Krebszentrum.
Die Geschäftsleitung des Hauses bilden derzeit der Kaufmännische Leiter Franz Hafner als Vorsitzender der Geschäftsführung sowie der Ärztliche Leiter und Chefarzt der Klinik für Gastroenterologie Abdurrahman Sagir.